# خوسيه سيليستينو دا سيلفا
خوسيه سيليستينو دا سيلفا (بالبرتغالية: José Celestino da Silva‏) هو ضابط برتغالي، ولد في 6 يناير 1849 في Vilar de Nantes ‏ في البرتغال، وتوفي في 10 فبراير 1911 في لشبونة في البرتغال.